# Runowo (województwo pomorskie)
Runowo (kaszb. Rënowò lub Rënawò, niem. Groß Runow) – wieś w Polsce położona w województwie pomorskim, powiecie słupskim, gminie Potęgowo. Wieś po raz pierwszy wzmiankowana w roku 1359.
W latach 1975–1998 miejscowość położona była w województwie słupskim.
W Runowie znajduje się dwukondygnacyjny pałac z pocz. XX wieku, z pozornym ryzalitem, podwyższony węższą wystawką. W otoczeniu park, stadnina, grodzisko z XI w. i kilka kurhanów.

## Nazwa
Nazwa miejscowości, wzmiankowana po raz pierwszy w formie Runaw w 1379, ma pochodzenie słowiańskie. Co do jej charakteru wysunięto następujące hipotezy etymologiczne:
- nazwa topograficzna wyprowadzona od nazwy pospolitej runo „skóra wraz z wełną; poszycie leśne” przy pomocy formantu -owo[5],
- nazwa dzierżawcza wyprowadzona od nazwy osobowej Run, Runo przy pomocy formantu -owo[5].

Niemiecka nazwa Groß Runow jest adaptacją fonetyczną pierwotnej nazwy słowiańskiej z dodanym wyróżnikiem groß „wielki”, pozwalającym na odróżnienie od miejscowości Klein Runow „Runowo Sławieńskie”.
Rada Języka Kaszubskiego proponuje kaszubską formę nazwy Runowò.